# Vienville
Ne doit pas être confondu avec Vionville.
Vienville ([vjɛ̃vil]) est une commune française située dans le département des Vosges, en région Grand Est.

## Géographie

### Localisation
La commune est à 3,1 km de Corcieux et 3,6 de Yvoux.

### Géologie et relief
Carte géologique; Coupes géologiques et techniques.

### Sismicité
Commune située dans une zone 3 de sismicité modérée.

### Hydrographie et les eaux souterraines
La commune est située dans le bassin versant du Rhin au sein du bassin Rhin-Meuse. Elle est drainée par le ruisseau d'Achen et le ruisseau Sattelbach.
Système d’information pour la gestion des eaux souterraines du bassin Rhin-Meuse : Cours d'eau (BD Carthage).
La commune est située dans le bassin versant du Rhin au sein du bassin Rhin-Meuse. Elle est drainée par le ruisseau le Bheumey,.

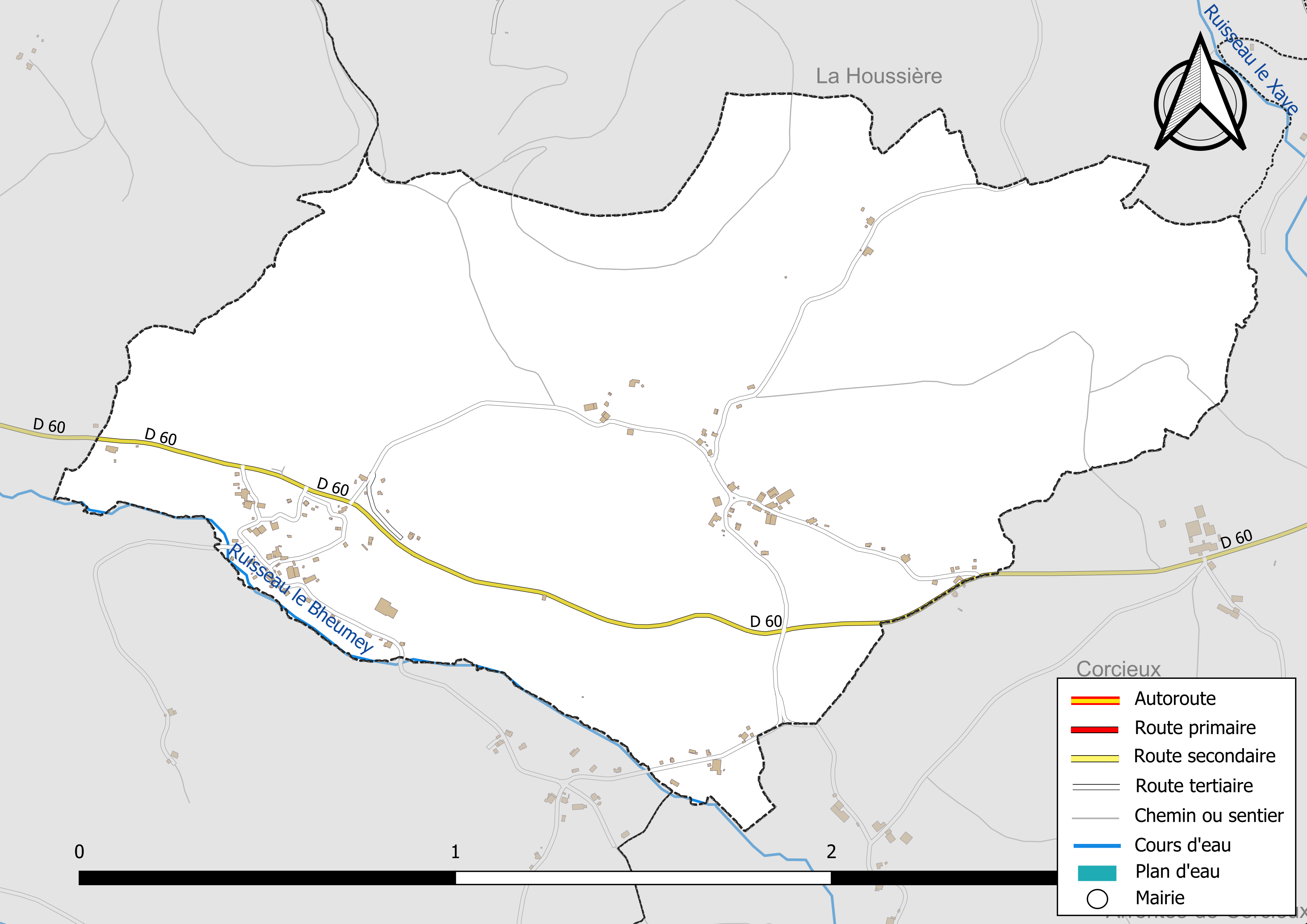
Réseaux hydrographique et routier de Vienville.

La qualité des cours d’eau peut être consultée sur un site dédié géré par les agences de l’eau et l’Agence française pour la biodiversité.

### Climat
Pour des articles plus généraux, voir Climat du Grand Est et Climat des Vosges.
En 2010, le climat de la commune est de type climat de montagne, selon une étude du Centre national de la recherche scientifique s'appuyant sur une série de données couvrant la période 1971-2000. En 2020, Météo-France publie une typologie des climats de la France métropolitaine dans laquelle la commune est exposée à un climat semi-continental et est dans la région climatique  Vosges, caractérisée par une pluviométrie très élevée (1 500 à 2 000 mm/an) en toutes saisons et un hiver rude (moins de 1 °C). 
Pour la période 1971-2000, la température annuelle moyenne est de 8,6 °C, avec une amplitude thermique annuelle de 16,6 °C. Le cumul annuel moyen de précipitations est de 1 349 mm, avec 14,6 jours de précipitations en janvier et 11,1 jours en juillet. Pour la période 1991-2020, la température moyenne annuelle observée sur la station météorologique de Météo-France la plus proche, « Gérardmer », sur la commune de Gérardmer à 12 km à vol d'oiseau, est de 9,1 °C et le cumul annuel moyen de précipitations est de 1 797,3 mm. 
La température maximale relevée sur cette station est de 37 °C, atteinte le 7 août 2015 ; la température minimale est de −20,5 °C, atteinte le 20 décembre 2009,,. 
Les paramètres climatiques de la commune ont été estimés pour le milieu du siècle (2041-2070) selon différents scénarios d'émission de gaz à effet de serre à partir des nouvelles projections climatiques de référence DRIAS-2020. Ils sont consultables sur un site dédié publié par Météo-France en novembre 2022.

## Urbanisme

### Typologie
Au 1er janvier 2024, Vienville est catégorisée commune rurale à habitat dispersé, selon la nouvelle grille communale de densité à sept niveaux définie par l'Insee en 2022.
Elle est située hors unité urbaine et hors attraction des villes,.

### Occupation des sols
L'occupation des sols de la commune, telle qu'elle ressort de la base de données européenne d’occupation biophysique des sols Corine Land Cover (CLC), est marquée par l'importance des territoires agricoles (77,3 % en 2018), une proportion identique à celle de 1990 (77,3 %). La répartition détaillée en 2018 est la suivante :
terres arables (45,4 %), prairies (31,9 %), forêts (22,7 %). L'évolution de l’occupation des sols de la commune et de ses infrastructures peut être observée sur les différentes représentations cartographiques du territoire : la carte de Cassini (XVIIIe siècle), la carte d'état-major (1820-1866) et les cartes ou photos aériennes de l'IGN pour la période actuelle (1950 à aujourd'hui).

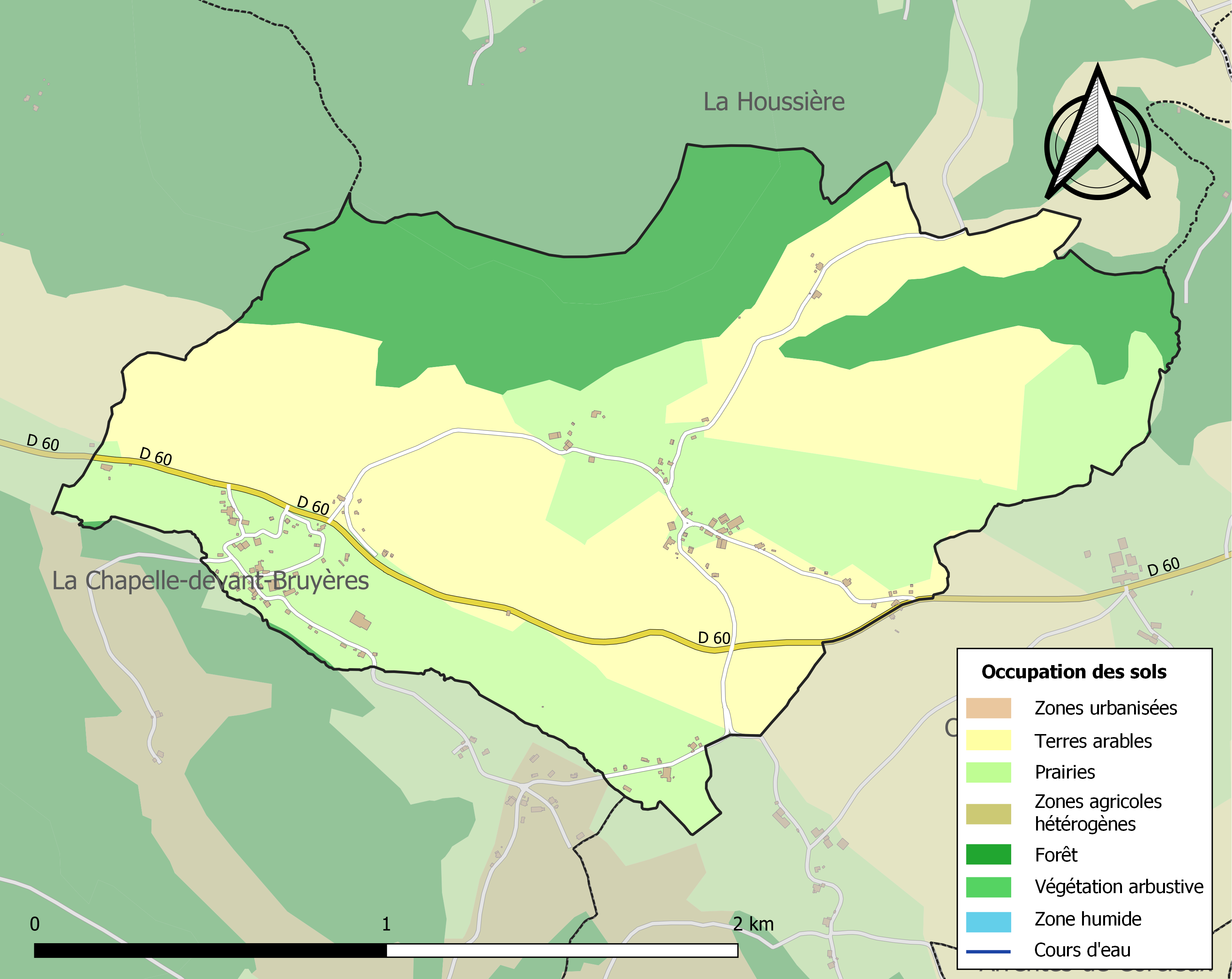
Carte des infrastructures et de l'occupation des sols de la commune en 2018 (CLC).

## Toponymie
Le nom de la localité est attesté sous les formes Vienville (1580) ; Viefville (1594) ; Vieinville (1669) ; « Un fief dit Vianville » (1711) ; Blainville (XVIIIe siècle).

L'élément -ville est issu du gallo-roman VILLA « grand domaine rural », continuant le latin villa.

Quelques toponymes de ce genre sont formés sur un nom commun (appellatif), comme Donville (ancien français dom « seigneur », du latin dominus), Chèvreville, etc., ou sur un adjectif, comme Granville, Hauteville, Longueville, Petitville, Bretteville « bretonne », Néville « noire », Magneville « grande », Vasteville « en friche », etc.

## Histoire
Le nom du village est attesté depuis 1580. La cense de Vienville fut édifiée en fief le 27 février 1664 par Charles IV, duc de Lorraine.
La paroisse de Corcieux s'étendait à la Houssière, Vienville et aux Arrentès-de-Corcieux. Au spirituel, l’église de Vienville est celle de Saint-Jacques-du-Stat qui se trouve sur le ban de La Chapelle et sert aux deux communes. Elle est annexe de Champ-le-Duc.
Dès 1790, Vienville a fait partie du canton de Corcieux.

## Politique et administration
| Période                                  | Période   | Identité                | Étiquette | Qualité                  |
| ---------------------------------------- | --------- | ----------------------- | --------- | ------------------------ |
| Les données manquantes sont à compléter. |           |                         |           |                          |
| 1838                                     |           | Jean-Nicolas Thiébaut   |           | Cultivateur à Thiriville |
| juillet 1957                             | mars 2001 | Yvan Méline (1921-2016) |           | Agriculteur              |
| mars 2001                                | mars 2014 | Patrick Aubert          | DVG       |                          |
| mars 2014                                | En cours  | Catherine Lecomte       |           | Agricultrice,            |

### Budget et fiscalité 2022
En 2022, le budget de la commune était constitué ainsi :
- total des produits de fonctionnement : 101 000 €, soit 804 € par habitant ;
- total des charges de fonctionnement : 83 000 €, soit 662 € par habitant ;
- total des ressources d'investissement : 97 000 €, soit 773 € par habitant ;
- total des emplois d'investissement : 113 000 €, soit 900 € par habitant ;
- endettement : 57 000 €, soit 452 € par habitant.

Avec les taux de fiscalité suivants :
- taxe d'habitation : 20,67 % ;
- taxe foncière sur les propriétés bâties : 40,79 % ;
- taxe foncière sur les propriétés non bâties : 27,92 % ;
- taxe additionnelle à la taxe foncière sur les propriétés non bâties : 0,00 % ;
- cotisation foncière des entreprises : 0,00 %.

Chiffres clés Revenus et pauvreté des ménages en 2021 : médiane en 2021 du revenu disponible, par unité de consommation : 20 950 €.

## Population et société

### Démographie

#### Évolution démographique
L'évolution du nombre d'habitants est connue à travers les recensements de la population effectués dans la commune depuis 1793. Pour les communes de moins de 10 000 habitants, une enquête de recensement portant sur toute la population est réalisée tous les cinq ans, les populations de référence des années intermédiaires étant quant à elles estimées par interpolation ou extrapolation. Pour la commune, le premier recensement exhaustif entrant dans le cadre du nouveau dispositif a été réalisé en 2007.

En 2022, la commune comptait 120 habitants, en évolution de −5,51 % par rapport à 2016 (Vosges : −2,96 %, France hors Mayotte : +2,11 %).
| 1793 | 1800 | 1806 | 1821 | 1831 | 1836 | 1841 | 1846 | 1856 |
| ---- | ---- | ---- | ---- | ---- | ---- | ---- | ---- | ---- |
| 198  | 211  | 230  | 262  | 276  | 303  | 313  | 293  | 290  |

| 1861 | 1866 | 1876 | 1881 | 1886 | 1891 | 1896 | 1901 | 1906 |
| ---- | ---- | ---- | ---- | ---- | ---- | ---- | ---- | ---- |
| 294  | 304  | 276  | 300  | 290  | 289  | 238  | 239  | 215  |

| 1911 | 1921 | 1926 | 1931 | 1936 | 1946 | 1954 | 1962 | 1968 |
| ---- | ---- | ---- | ---- | ---- | ---- | ---- | ---- | ---- |
| 196  | 187  | 185  | 173  | 177  | 158  | 143  | 120  | 130  |

| 1975 | 1982 | 1990 | 1999 | 2006 | 2007 | 2012 | 2017 | 2022 |
| ---- | ---- | ---- | ---- | ---- | ---- | ---- | ---- | ---- |
| 98   | 97   | 106  | 108  | 118  | 119  | 128  | 125  | 120  |

### Enseignement
Établissements d'enseignements :
- Écoles maternelles et primaires à Corcieux, La Houssière, Les Poulières, Granges-Aumontzey, Laveline-devant-Bruyères, La Chapelle-devant-Bruyères, Biffontaine.
- Collèges à Corcieux, Bruyères, Fraize, Gérardmer.
- Lycées à Bruyères, Gérardmer.

### Santé
Professionnels et établissements de santé :
- Médecins à Corcieux, Granges-sur-Vologne, Anould, Laveline-devant-Bruyères, Xonrupt-Longemer, Bruyères.
- Pharmacies à Granges-sur-Vologne, Anould, Xonrupt-Longemer, Bruyères, Fraize.
- Hôpitaux à Gerbépal, Bruyères, Fraize, Gérardmer.

### Cultes
- Culte catholique, Paroisse Notre-Dame-de-Corcieux[29], Diocèse de Saint-Dié.

## Économie

### Entreprises et commerces

#### Agriculture
- Élevage d'ovins et de caprins.
- Élevage de vaches laitières.
- Élevage de chevaux et d'autres équidés.

#### Tourisme
- Hébergements et restauration à Granges-sur-Vologne, La Chapelle, Anould, Herpelmont, Champ-le-Duc.

#### Commerces
- Commerces et services de proximité.

## Culture locale et patrimoine

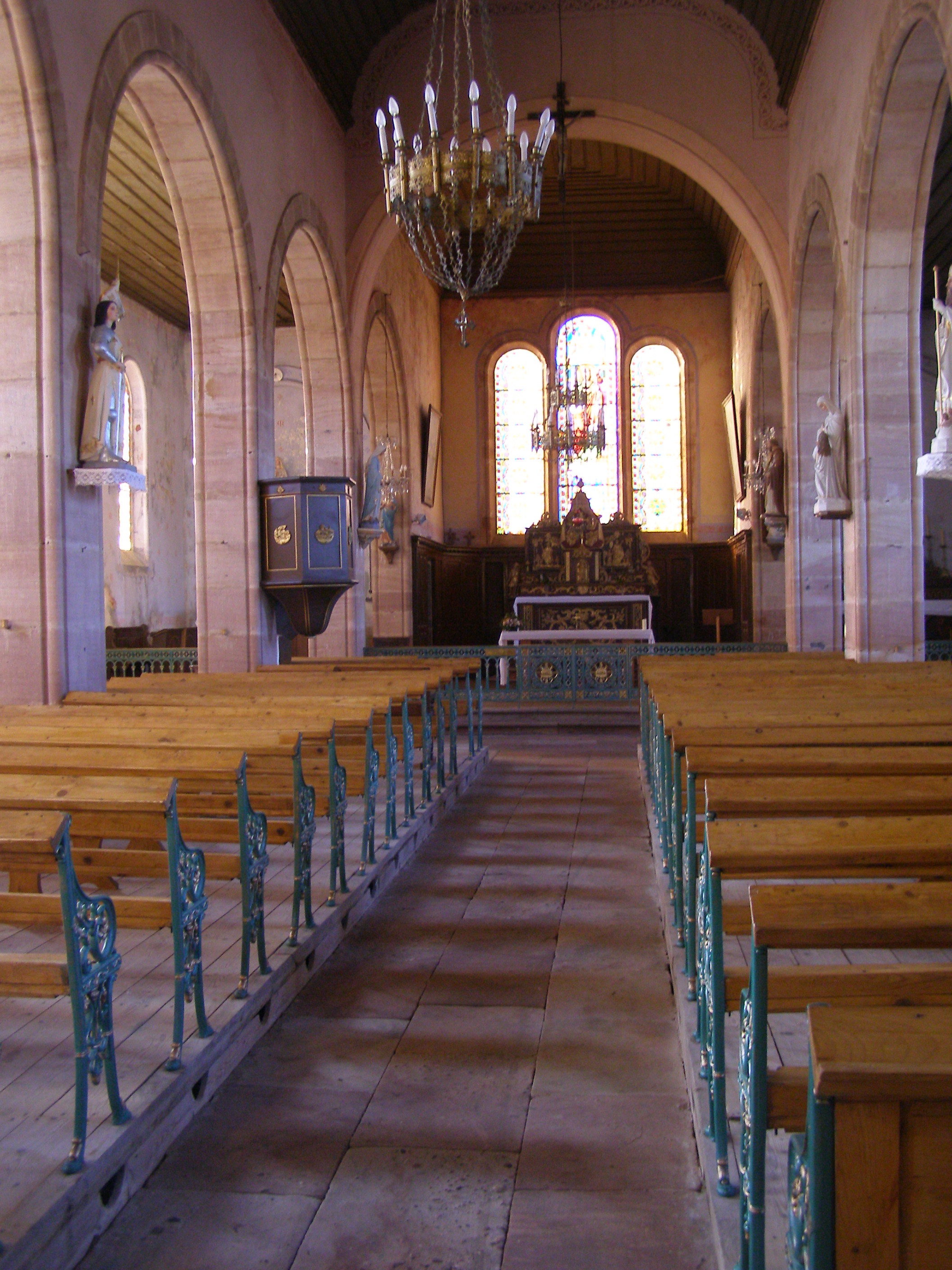
Nef de l'église Saint-Jacques.

### Lieux et monuments
- L'église de Vienville est celle de Saint-Jacques-du-Stat qui se trouve sur le ban de La Chapelle-devant-Bruyères et sert aux deux communes. C'est l'une des plus anciennes églises des Vosges[30] située sur les Chemins de Compostelle.

Autel roman du XIIIe siècle appartenant en indivision aux communes de La Chapelle-devant-Bruyères, où est localisée l'église Saint-Jacques-du-Stat, et de Vienville.
L’église Saint-Jacques-du-Stat, sise sur le territoire chapellois, appartient en effet à Vienville pour un tiers et à La Chapelle pour deux tiers.
- Patrimoine architectural rural recensé par le service de l'Inventaire général du patrimoine culturel : Maisons[34] et fermes[35].
- Monument aux morts[36].

### Personnalités liées à la commune
- La famille Gauthier de Vienville, dont le membre le plus fameux fut Claude Gauthier, prévôt de Saint-Dié, promu seigneur de Vienville et Fremifontaine[37] par le duc Charles IV. Une de ses filles, Marguerite, épousa en premières noces le comte Jean-François Humbert de Girecourt.

## Pour approfondir